# 莫莉·斯密登-道恩斯
莫莉·斯密登-道恩斯（英語：Molly Alice Smitten-Downes，1985年4月2日—）是一名英国歌手，常被简称为莫莉。她曾被BBC选为代表英国参加欧洲歌唱大赛的歌手。

## 早年生活
莫莉出生于安斯迪地区,在罗斯利地区(Rothley)长大，后就读于位于拉夫堡的Our Lady's Convent School。她在8岁时开始登台献艺。她在莱斯特学院和当代音乐学院学习过音乐，同时也是一名伴奏钢琴师。

## 事业生涯

### 2005–10: 加盟"Stunt"
莫莉曾是艺人舞曲合作项目"Stunt"的一员。2009年，莫莉与瑞典音乐人巴松特一起推出了歌曲《我会学着重新去爱》("I Will Learn to Love Again")，收录于专辑《贝斯一代》("Bass Generation")中。

### 2011–13：事业开端
2011年12月18日，不插电EP《同我远飞》("Fly Away with Me")发售。2011年8月21日，EP中的歌曲《暗影》("Shadows")也曾被合作艺人玛格(Marger)通过索尼克360唱片发售于iTunes平台。她与瑞典制作人安德斯·汉森合作的歌曲《光下》("Beneath The Lights")也收录于安德斯的作品集《梦想的敲击》("Dream Beats")中，并于2013年4月发售。2012年，莫莉还与硬核制作人达任·斯代勒合作过歌曲《未曾忘怀》("Never Forget")。

### 2014–现今：欧洲歌唱大赛
2014年3月3日，BBC宣布莫莉将会以歌曲《宇宙之子》("Children of the Universe")代表英国参加2014年欧洲歌唱大赛。这首歌曲是莫莉自己创作的，她自信地表示希望这首歌能让全世界“冲破政治壁垒”("breaks down political barriers")。2014年4月1日，莫莉与华纳音乐英国部门签订了一张唱片合约。4月4日，莫莉宣布她将于4月28日正式发售歌曲《宇宙之子》。4月15日起，iTunes在线商店中已有该歌曲的收费下载。4月23日，歌曲的官方视频也在YouTube上公布。在5月10日的欧视决赛上，这首歌曲最终以40分的成绩排在第17位。

## 提名与奖项
2012年，莫莉曾得过“未签约活跃艺人评选”(Live and Unsigned)之“最佳都市/流行表演”(Best Urban/Pop Act)的提名。2013年赢得了“不列颠未签约音乐大奖”(British Unsigned Music Awards)之最佳歌曲奖。

## 音乐作品集

### 迷你专辑(Extended plays)
| 标题                             | 专辑说明                                                         |
| -------------------------------- | ---------------------------------------------------------------- |
| 《同我远飞》("Fly Away with Me") | - 发售时间：2011年12月18日 - 种类：独立音乐 - 发售形式：收费下载 |

### 单曲

#### 作为领衔艺术家的作品
| 《光下》("Beneath the Lights") (with Dream Beats) | 2013 | —  | —  | —  | 不是专辑是单曲 |
| 《宇宙之子》("Children of the Universe")          | 2014 | 33 | 87 | 30 | TBA            |
| "—"表示该单曲尚未发布或无打榜数据。               |      |    |    |    |                |

#### 与其他艺人合作歌曲
| 标题                                                       | 年份 | 专辑           |
| ---------------------------------------------------------- | ---- | -------------- |
| 《暗影》("Shadows") (玛格(Marger)与莫莉合作)               | 2011 | 不是专辑是单曲 |
| 《未曾忘怀你》("Never Forget You") (达任·斯代勒与莫莉合作) | 2013 | 不是专辑是单曲 |